# Еліас Саад
Еліас Саад (араб. إِلْيَاس سَعْد; нар. 27 грудня 1999) — туніський футболіст, вінгер німецького клубу «Аугсбург» та збірної Тунісу.

## Клубна кар'єра
Почав футбольну кар'єру 2017 року в «Букстегуде», звідки 2019 року приєднався до футзальної команди «Гамбург Пантерс». Того ж року дебютував за футзальну збірну Німеччини. Потім два сезони виступав за «Барнбек-Уленгорст» з Оберліги Гамбурга (5-й дивізіон).
У березні 2021 року підписав дворічний контракт з клубом «Айнтрахт» (Нордерштедт), що грає в Регіональній лізі «Північ».

### «Санкт-Паулі»
1 грудня 2022 року перейшов в клуб Другої Бундесліги «Санкт-Паулі». 5 лютого 2023 року дебютував за резервну команду в поєдинку Регіональної ліги «Північ» проти клубу «Дрохтерзен/Ассель», відзначившись забитим м'ячем. 16 квітня 2023 року дебютував в основному складі «Санкт-Паулі» в матчі Другої Бундесліги проти «Айнтрахта» (Брауншвейг), вийшовши на заміну Манолісу Саліакасу. 21 квітня в поєдинку Другої Бундесліги проти «Гамбурга» забив свій перший гол за клуб.
За підсумками сезону 2023–24 допоміг команді виграти Другу Бундеслігу й вийти до еліти вперше за 13 років.
25 серпня 2024 року в матчі проти «Гайденгайма» дебютував у Бундеслізі. 28 вересня в поєдинку проти «Фрайбурга» забив свої перші м'ячі в Бундеслізі, оформивши дубль.

### «Аугсбург»
26 червня 2025 року перейшов в «Аугсбург», підписавши чотирирічний контракт. Сума трансферу становила 2 млн євро, яка також передбачає можливі бонуси. 17 серпня дебютував за нову команду в матчі Кубка Німеччини проти «Галлешера», вийшовши на заміну Мерту Кемюру.

## Кар'єра в збірній
В серпні 2023 року вперше викликаний до збірної Тунісу головним тренером Джалелем Кадрі для участі матчі відбіркового турніру до Кубка африканських націй 2023 проти збірної Ботсвани, а також в товариському матчі проти збірної Єгипту. 26 березня 2024 року в товариському поєдинку з Новою Зеландією дебютував за збірну Тунісу, замінивши Хамзу Рафію.

## Статистика виступів

### Клубна статистика
Станом на 17 серпня 2025 
| Клуб                   | Сезон             | Чемпіонат                 | Чемпіонат | Чемпіонат | Кубок | Кубок | Всього | Всього |
| Клуб                   | Сезон             | Дивізіон                  | Матчі     | Голи      | Матчі | Голи  | Матчі  | Голи   |
| ---------------------- | ----------------- | ------------------------- | --------- | --------- | ----- | ----- | ------ | ------ |
| «Барнбек-Уленгорст»    | 2019–20           | Оберліга Гамбург          | 24        | 10        | –     | –     | 24     | 1      |
| «Барнбек-Уленгорст»    | 2020–21           | Оберліга Гамбург          | 6         | 3         | –     | –     | 6      | 3      |
| «Барнбек-Уленгорст»    | Всього            | Всього                    | 30        | 13        | –     | –     | 30     | 13     |
| Айнтрахт (Нордерштедт) | 2021–22           | Регіональна ліга «Північ» | 21        | 8         | 1     | 0     | 22     | 8      |
| Айнтрахт (Нордерштедт) | 2022–23           | Регіональна ліга «Північ» | 17        | 10        | –     | –     | 17     | 10     |
| Айнтрахт (Нордерштедт) | Всього            | Всього                    | 38        | 18        | 1     | 0     | 39     | 18     |
| Санкт-Паулі II         | 2022–23           | Регіональна ліга «Північ» | 4         | 3         | –     | –     | 4      | 3      |
| Санкт-Паулі            | 2022–23           | Друга Бундесліга          | 7         | 2         | 0     | 0     | 7      | 2      |
| Санкт-Паулі            | 2023–24           | Друга Бундесліга          | 30        | 7         | 4     | 2     | 34     | 9      |
| Санкт-Паулі            | 2024–25           | Бундесліга                | 18        | 3         | 1     | 0     | 19     | 3      |
| Санкт-Паулі            | Всього            | Всього                    | 55        | 12        | 5     | 2     | 60     | 14     |
| Аугсбург               | 2025–26           | Бундесліга                | 0         | 0         | 1     | 0     | 1      | 0      |
| Всього за кар'єру      | Всього за кар'єру | Всього за кар'єру         | 127       | 46        | 7     | 2     | 134    | 48     |

### Міжнародна статистика
Станом на 24 березня 2025 
| Збірна            | Сезон             | Товариські | Товариські | Офіційні | Офіційні | Всього | Всього |
| Збірна            | Сезон             | Матчі      | Голи       | Матчі    | Голи     | Матчі  | Голи   |
| ----------------- | ----------------- | ---------- | ---------- | -------- | -------- | ------ | ------ |
| Туніс             |                   |            |            |          |          |        |        |
| 2024              | 1                 | 0          | 2          | 0        | 3        | 0      |        |
| Всього за кар'єру | Всього за кар'єру | 1          | 0          | 2        | 0        | 3      | 0      |

### Матчі за збірну
Станом на 24 березня 2025 
| Матчі Еліаса Саада за збірну Тунісу | Матчі Еліаса Саада за збірну Тунісу | Матчі Еліаса Саада за збірну Тунісу | Матчі Еліаса Саада за збірну Тунісу | Матчі Еліаса Саада за збірну Тунісу | Матчі Еліаса Саада за збірну Тунісу | Матчі Еліаса Саада за збірну Тунісу | Матчі Еліаса Саада за збірну Тунісу |
| №                                   | Дата                                | Суперник                            | Рахунок                             | Голи                                | Картки                              | Хвилини                             | Змагання                            |
| ----------------------------------- | ----------------------------------- | ----------------------------------- | ----------------------------------- | ----------------------------------- | ----------------------------------- | ----------------------------------- | ----------------------------------- |
| 1                                   | 26 березня 2024                     | Нова Зеландія                       | 0–0 (пен. 2–4)                      |                                     |                                     | 45'                                 | Товариський матч                    |
| 2                                   | 5 червня 2024                       | Екваторіальна Гвінея                | 1–0                                 |                                     |                                     | 45'                                 | Відбіркові матчі ЧС-2026            |
| 3                                   | 9 червня 2024                       | Намібія                             | 0–0                                 |                                     |                                     | 57'                                 | Відбіркові матчі ЧС-2026            |

Всього: 3 матчі / 0 голів; 2 перемоги, 1 нічия, 0 поразок.

## Досягнення
«Санкт-Паулі»
- Переможець Другої Бундесліги: 2023–24[20]